# Valganna
Valganna là một đô thị ở tỉnh Varese trong vùng Lombardia, có cự ly khoảng 60 km về phía tây bắc của Milan và khoảng 13 km về phía bắc của Varese. Tại thời điểm ngày 31 tháng 12 năm 2004, đô thị này có dân số 1.506 người và diện tích là 12,5 km².
Valganna giáp các đô thị: Arcisate, Bedero Valcuvia, Brinzio, Cuasso al Monte, Cugliate-Fabiasco, Cunardo, Induno Olona.